# Sütterlin

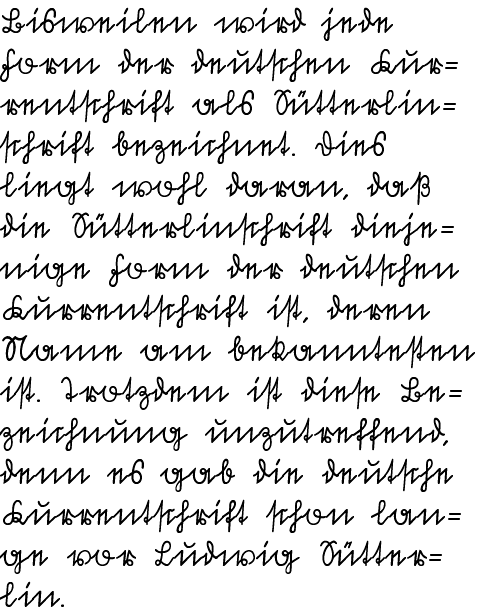
Ejemplo de escritura Sütterlin

La escritura Sütterlin (en alemán Sütterlinschrift) es una caligrafía alemana que se popularizó a partir de la publicación en 1911 del diseño que hizo Ludwig Sütterlin. Constituye una forma especial de la caligrafía Kurrent. Este diseño empezó a sustituir la Kurrent en la enseñanza primaria en las escuelas de Alemania en los años 1920, se impuso como obligatorio en 1935 y fue prohibido en 1941 por las mismas autoridades nazis.
El diario de Friedrich Kellner se compone de 10 volúmenes y 861 páginas. Contiene 676 entradas fechadas individualmente en escritura Sütterlin.